# Hermya varipes
Hermya varipes är en tvåvingeart som beskrevs av Malloch 1931. Hermya varipes ingår i släktet Hermya och familjen parasitflugor. Inga underarter finns listade i Catalogue of Life.